# Randy Stonehill
Randall Evan Stonehill (Stockton (Californië), 12 maart 1952) is een Amerikaanse singer-songwriter, die het meest bekend is als een van de pioniers van de hedendaagse christelijke muziek. Zijn muziek is voornamelijk folkrock in de stijl van James Taylor, maar sommige van zijn albums zijn gericht op new wave, pop, poprock, rootsrock en kindermuziek.

## Biografie
Randy Stonehill is geboren in Stockton, Californië als zoon van Leonard N. Stonehill en zijn vrouw Pauline Correia en is de jongere broer van Jeffrey Dean Stonehill. Hij studeerde af aan de Leigh High School in San Jose (Californië) en verhuisde vervolgens naar Los Angeles, waar hij verbleef bij de christelijke rockzanger Larry Norman.
Het eerste album Born Twice werd uitgebracht in 1971, met financiële hulp van Pat Boone. Het album - een kant een live-optreden, de andere opgenomen in een studio - werd opgenomen voor slechts 800 dollar. Een jaar later maakte Stonehill zijn filmdebuut in het vervolg op The Blob, Beware! The Blob (ook bekend als Son of Blob), met Cindy Williams, waarin hij het nog niet uitgebrachte nummer Captain Coke vertolkte. Hij maakte ook een cameo-optreden in de Billy Graham-film Time to Run uit 1973, waarbij hij zijn nummer I Love You uitvoerde. In 1976 bracht Stonehill het door Larry Norman geproduceerde Welcome to Paradise uit, waarvoor Andy Johns de techniek deed. Dit werd een baanbrekend album voor de songwriter en werd in het midden van de jaren 1980 uitgeroepen tot het derde belangrijkste hedendaagse christelijke album in een opiniepeiling van christelijke muziekcritici.
Eind jaren 1970 bundelde Stonehill zijn krachten met de rockband Daniel Amos voor de Amos 'n' Randy Tour. Daniel Amos werd de band van Stonehill voor zijn volgende twee publicaties en Stonehill zorgde later voor de achtergrondzang bij een aantal projecten van Daniel Amos.
Bij Celebrate This Heartbeat uit 1984 werkte Stonehill samen met zijn oude vriend Phil Keaggy voor het nummer Who Will Save The Children?. In 1989 formeerden ze The Keaggy/Stonehill Band met bassist Tim Chandler van Daniel Amos en David Raven van The Swirling Eddies op drums. Keaggy en Stonehill werkten ook verschillende andere keren samen, zowel live als in de studio. Ze namen op en traden op als Phil Keaggy and Sunday's Child in 1988. Ook sloten ze zich aan bij zangeres Margaret Becker, drummer Joe English (voormalig lid van Paul McCartney & the Wings) en enkele anderen in datzelfde jaar voor het album One by One van de Compassion All Star Band.

## Privéleven
Stonehill is drie keer getrouwd, met Sarah Mae Finch, Sandra Jean Warner en Leslie Sealander, met de eerste twee huwelijken die in een scheiding eindigden. Zijn tweede huwelijk leverde een dochter op, Heather. Finch trouwde later met Larry Norman.

## Discografie
- 1971: Born Twice, debuutalbum
- 1973: Get Me Out of Hollywood, niet officieel vrijgegeven tot 2003
- 1976: Welcome to Paradise
- 1977: The Sky Is Falling, opnieuw uitgebracht in 1980
- 1981: Between the Glory and the Flame
- 1983: Equator
- 1984: Celebrate This Heartbeat
- 1984: Stonehill, ep
- 1985: Love Beyond Reason
- 1986: The Wild Frontier
- 1988: Can't Buy a Miracle
- 1989: Return to Paradise
- 1990: Until We Have Wings
- 1991: Wonderama
- 1993: Stories, compilatie, met 3 nieuwe tracks
- 1994: Lazarus Heart
- 1996: Our Recollections, compilatie
- 1998: Thirst
- 2001: Uncle Stonehill's Hat Uncle Stonehill, kinderalbum
- 2002: Edge of the World
- 2006: Together Live, livealbum
- 2007: Touchstone
- 2008: Paradise Sky
- 2009: Mystery Highway
- 2011: Spirit Walk
- 2013: Stonehill and Storm – Breath of God

### Compilaties en producties
- 1973: Time to Run, Original Motion Picture Soundtrack, album, geproduceerd door Anthony Harris (Stonehill treedt op op drie tracks)
- 1994: Strong Hand of Love, tribute voor Mark Heard
- 1996: Orphans of God, tribute voor Mark Heard
- 1998: First Love: a Historic Gathering of Jesus Music Pioneers, Jesus Movement artist reunion album
- 1998: Surfonic Water Revival, tribute voor surf music
- 1999: When Worlds Collide: A Tribute to Daniel Amos, Daniel Amos tribute album
- 2002: Making God Smile: An Artists' Tribute to the Songs of Beach Boy Brian Wilson, Brian Wilson tribute album

### Videografie
- 1972: Beware! The Blob (ook bekend als Son of Blob). Motion Picture
- 1973: Time to Run, World Wide Pictures. Motion Picture
- 1985: Love Beyond Reason: The Video Album, vhs
- 1990: One Night In 20 Years, anniversary live concert, vhs
- 1998: First Love: An Historic Gathering of Artists from the Jesus Movement, Volume 2, vhs; opnieuw uitgebracht op dvd, 2005
- 2006: Together Live in concert met Phil Keaggy, dvd
- 2009: Fallen Angel: The Outlaw Larry Norman. Documentary

### Werken
- 1999: Married Strangers, Christianity Today (Spring)

- International Standard Name Identifier: 0000 0000 2948 3369
- Library of Congress Control Number: n92012852
- MusicBrainz: 289d26e4-8935-4f27-9ddc-fe0ee445d6b7
- Virtual International Authority File: 60733727
- WorldCat: E39PBJf4dKp4QvVcR48QbtdPcP